# Brendon Dawson
Brendon Dawson (Bulawayo, 15 agosto 1967) è un allenatore di rugby a 15 ed ex rugbista a 15 zimbabwese, terza linea, internazionale per lo Zimbabwe con cui ha partecipato alla Coppa del Mondo 1991. Dal 2007 al 2015 e dal 2019 al 2024 è stato allenatore della nazionale zimbabwese.

## Biografia
Nato a Bulawayo, Brendon Dawson iniziò a giocare a rugby alla Milton High School e nel 1987 si trasferì in Galles allo Swansea. Vi giocò una sola stagione partecipando a dodici partite e segnando due mete.
Tornò in Zimbabwe nel 1988 e si è unito all'Old Miltonians di Bulawayo, dove ha giocato il resto della sua carriera.
In nazionale fu convocato per la prima volta nel 1990 ed esordì il 5 maggio nella partita con la Costa d'Avorio ad Harare. Partecipò alla Coppa del Mondo 1991 giocando tutte le tre partite del girone mancando una meta con il Irlanda. In totale ha collezionato venti cap con la maglia dei Sables di una nelle vesti di capitano, nel 1998 con il Galles.
Appese le scarpe al chiodo, intraprese la carriera di allenatore. Nel 2007 diventò CT dello Zimbabwe portando in bacheca la Coppa d'Africa 2012. Nel 2015 fu licenziato dalla federazione a causa della mancata qualificazione alla Coppa del Mondo 2015. Nel 2018, quando l'ex allenatore sudafricano Peter de Villiers divenne il allenatore della nazionale, Dawson fu scelto come suo assistente.
Il rapporto con De Villers non fu mai tranquillo tanto che lo stesso ex Sprinboks lo licenziò. Nel 2019 la federazione decise di interrompere il rapporto con De Villiers e richiamare Dawson al suo posto.